# Luis Suárez
Luis Alberto Suárez Díaz, urugvajski nogometaš, * 24. januar 1987, Salto, Urugvaj.
Luis Suárez trenutno igra za Grêmio, redno pa nastopa tudi za urugvajsko reprezentanco.  Suárez je pri Ajaxu sprva igral kot pomožni napadalec ob Klaas-Janu Huntelaarju ali Marku Panteliću. Po prihodu novega trenerja Martina Jola je pričel dobivati vse vidnejšo vlogo v moštvu in je po odhodu Thomasa Vermaelena celo postal Ajaxov kapetan. V začetku leta 2011 je prestopil v Liverpool F.C. in do konca sezone v 13 tekmah zadel 4 gole. Izbral si je številko 7, takrat še nevedoč da sta jo nosili Liverpoolovi legendi Kevin Keegan in Kenny Dalglish. Trenutno igra v napadu in je aktiven tako pri zadevanju kot organizaciji zadetkov.

## Klubska kariera

### Nacional
Suárez je kariero pričel v domovini, pri urugvajskem Nacionalu. Leta 2006 je z Nacionalom postal prvak Urugvaja. Poleg slavja v ligi je bil Suárez tudi strelsko uspešen, saj je na 29 tekmah dosegel 12 zadetkov in si s tem odprl vrata za prestop v Evropo.

### Groningen
Po strelsko uspešni sezoni v domovini je njegove pravice odkupil nizozemski prvoligaš Groningen. Odškodnina naj bi znašala okoli 800.000 evrov. Suárez je tudi pri Groningenu pokazal svoj strelski talent in se na 29 srečanjih 10-krat vpisal med strelce.  Njegove dobre igre so pritegnile pozornost ostalih evropskih klubov in že 9. avgusta 2007 je ob odškodnini 7,5 milijona evrov prestopil k amsterdamskemu Ajaxu. 

### Ajax
Prihod Suáreza se je sprva zdel velika napaka, še zlasti ko njegovega prestopa ni potrdil arbitražni komite Nizozemske nogometne zveze.  Še istega dne pa je vodstvo Ajaxa obvestilo kolege iz Groningena, da so za Urugvajca pripravljeni plačati tudi več.  Prestop je naposled le stekel, a Suárez še ni smel nastopiti na generalki pred sezono 2007/08, Ščitu Johana Cruijffa. Le-tega je Ajax osvojil tudi brez Suárezove pomoči. 
Uradni debi je za Suáreza tako prišel v kvalifikacijah za Ligo prvakov proti praški Slaviji.  Na tisti tekmi je Suárez Ajaxu priigral enajstmetrovko, ki pa jo je Klaas-Jan Huntelaar zapravil. Na debiju v nizozemski ligi Eredivisie je Suárez dosegel en zadetek, prispeval tri podaje in priigral še eno enajstmetrovko, s čimer je Ajax deklasiral novinca med elito De Graafschapa kar z 8-1.  Na debiju na domači Amsterdam Areni je Suárez dvakrat zatresel mrežo Heerenveena in tako le še potrdil odličen start v sezono.  Z odličnimi predstavami je nadaljeval naprej in s hat-trickom proti Willemu II popravil svojo statistiko na 14 zadetkov iz 27 tekem.  Svojo prvo sezono v Ajaxu je na koncu zaključil z 20 zadetki iz 40 srečanj. 
Suárez se je v sezoni 2008/09 znašel pod veliko kritikami, ker je prejel veliko rumenih kartonov.  Sezono je vseeno končal na 2. mestu lestvice strelcev, z 22 zadetki na 31 tekmah je zaostal le za Maročanom Mounirjem El Hamdaouijem, ki je bil uspešen 23-krat. 
V sezoni 2009/10 je že v drugem kolu vknjižil hat-trick, 8. avgusta 2009 je prispeval levji delež k Ajaxovi zmagi s 4-1 nad Waalwijkom.  Z odlično strelsko formo je nadaljeval skozi celotno sezono, med drugim je dva gola zabil na derbiju proti PSV-ju, ki ga je Ajax sicer izgubil s 3-4.  V novoustanovljeni ligi Europa, razširjeni različici starega Pokala UEFA, je že v kvalifikacijah dokazal izjemno formo, saj je slovaškemu Slovanu iz Bratislave 20. avgusta 2009 kar 4-krat razparal mrežo ob Ajaxovi zmagi s 5-0.  Mesec kasneje je 20. septembra 2009 sam potopil VVV-Venlo, ob zmagi s 4-0 je dosegel vse štiri zadetke. S tem dosežkom je povedel na ligaški lestvici strelcev, saj je na 7 tekmah dosegel 10 golov.  Ajaxu je pomagal tudi v zadnjem krogu kvalifikacij za ligo Europa, saj je pri zmagi z 2-1 dosegel en zadetek in resda ob tem zgrešil tudi dve enajstmetrovki, Ajaxov nasprotnik tedaj je bila romunska Timişoara.  23. decembra 2009 je v pokalnem tekmovanju KNVB na srečanju z amaterskim WHC-jem dosegel kar 6 zadetkov. Končni izid je bila prepričljiva zmaga Ajaxa s 14-1.  11. aprila 2010 je Suárez načel mrežo VVV-Venloja, saj je ob končni zmagi s 7-0 dosegel hat-trick, pri čemer je vse tri zadetke dosegel že v prvem polčasu. Sezono 2009/10 je tako s 35 zadetki končal na 1. mestu lestvice strelcev nizozemske Eredivisie. Upoštevajoč tudi ostala tekmovanja, v katerih je Ajax v tisti sezoni tekmoval, je Suárez dosegel še več, 49 zadetkov. Po koncu sezone so ga na Nizozemskem imenovali za nogometaša leta na Nizozemskem. 

### Liverpool
Januarja leta 2011 ga je za 26,5 milijona € odkupil angleški Liverpool F.C.. V prvih 13 tekmah je dosegel 4 zadetke in 5 asistenc, v sezoni 2011/2012 pa se je že uveljavil kot glavni napadalec.

## Reprezentančna kariera
Suárez je v urugvajskem reprezentančnem dresu debitiral 8. februarja 2007, ob zmagi s 3-1 nad Kolumbijo. Njegov debi je bil sicer bolj bridek, saj je bil v 85. minuti tekme izključen , ko je prejel drugi rumeni karton. Suárez je odtlej postal nepogrešljiv del urugvajske reprezentance in je tudi začel prve štiri tekme Urugvaja v kvalifikacijah za Svetovno prvenstvo 2010. Na teh štirih tekmah je zabil dva gola, proti Boliviji in Čilu, ter se sčasoma uveljavil v napadalnem dvojcu skupaj z Diegom Forlánom.
1. junija 2010 ga je selektor Óscar Tabárez uvrstil med 23 potnikov na Svetovno prvenstvo v JAR.  Suárez je začel vse tri tekme Urugvaja v skupini A in 22. junija 2010 je dosegel svoj prvi zadetek na Svetovnih prvenstvih. S tem zadetkom je za Urugvaj zapečatil prvo mesto v skupini in tudi postavil končni rezultat tekme proti Mehiki: 1-0. Urugvaj se je v osmini finala pomeril z drugouvrščeno reprezentanco iz skupine B, Južno Korejo. Suárez je tudi to tekmo začel od prve minute ter dosegel oba urugvajska zadetka za zmago z 2-1 in napredovanje v četrtfinale. Urugvajci so se s tem v četrtfinale uvrstili prvič po 40 letih, zadnjič jim je to uspelo na prvenstvu leta 1970 v Mehiki. V četrtfinalu proti reprezentanci Gane je v zadnjih minutah podaljška ob izenačenju 1-1 z roko obranil gol in si prislužil rdeči karton. Enajstmetrovko je Gana zapravila, o zmagovalcu so odločali kazenski streli, ki jih je bolje izvajal Urugvaj. 11. 11. 2011 je za zmago nad Čilom s 4-0 prispeval vse zadetke. Tako je postal prvi nogometaš po legendarnem brazilcu Romáriu, ki mu je na južnoameriških kvalifikacijah uspelo zatresti 4 zadetke. Romariu je to nazadnje uspelo leta 2000.

## Statistika

### Klubska statistika
Od 6. maja 2010.
| Klub             | Sezona           | Liga    | Liga | Pokal   | Pokal | Evropa  | Evropa | Skupaj  | Skupaj |
| Klub             | Sezona           | Nastopi | Goli | Nastopi | Goli  | Nastopi | Goli   | Nastopi | Goli   |
| ---------------- | ---------------- | ------- | ---- | ------- | ----- | ------- | ------ | ------- | ------ |
| Nacional         | 2005/06          | 29      | 12   | –       | –     | –       | –      | 29      | 12     |
| Nacional         | Skupaj           | 29      | 12   | –       | –     | –       | –      | 29      | 12     |
| Groningen        | 2006/07          | 29      | 10   | 4       | 3     | 2       | 1      | 35      | 14     |
| Groningen        | Skupaj           | 29      | 10   | 4       | 3     | 2       | 1      | 35      | 14     |
| Ajax             | 2007/08          | 33      | 17   | 4       | 2     | 4       | 1      | 41      | 20     |
| Ajax             | 2008/09          | 31      | 22   | 2       | 1     | 10      | 5      | 43      | 28     |
| Ajax             | 2009/10          | 33      | 35   | 6       | 8     | 9       | 6      | 48      | 49     |
| Ajax             | Skupaj           | 97      | 74   | 12      | 11    | 23      | 12     | 132     | 97     |
| Skupaj v karieri | Skupaj v karieri | 155     | 96   | 15      | 14    | 25      | 13     | 195     | 124    |

### Reprezentančni zadetki
| #  | Datum             | Prizorišče              | Nasprotnik   | Zadel za | Končni izid | Tekmovanje                          |
| -- | ----------------- | ----------------------- | ------------ | -------- | ----------- | ----------------------------------- |
| 1  | 13. oktober 2007  | Montevideo, Urugvaj     | Bolivija     | 1 – 0    | 5 – 0       | kvalifikacije za Svetovno prvenstvo |
| 2  | 18. november 2007 | Montevideo, Urugvaj     | Čile         | 1 – 0    | 2 – 2       | kvalifikacije za Svetovno prvenstvo |
| 3  | 6. februar 2008   | Montevideo, Urugvaj     | Kolumbija    | 2 – 2    | 2 – 2       | prijateljska tekma                  |
| 4  | 25. maj 2008      | Bochum, Nemčija         | Turčija      | 1 – 0    | 3 – 2       | prijateljska tekma                  |
| 5  | 25. maj 2008      | Bochum, Nemčija         | Turčija      | 2 – 2    | 3 – 2       | prijateljska tekma                  |
| 6  | 28. maj 2008      | Oslo, Norveška          | Norveška     | 1 – 1    | 2 – 2       | prijateljska tekma                  |
| 7  | 10. junij 2009    | Puerto Ordaz, Venezuela | Venezuela    | 1 – 1    | 2 – 2       | kvalifikacije za Svetovno prvenstvo |
| 8  | 9. september 2009 | Montevideo, Urugvaj     | Kolumbija    | 1 – 0    | 3 – 1       | kvalifikacije za Svetovno prvenstvo |
| 9  | 10. oktober 2009  | Quito, Ekvador          | Ekvador      | 1 – 1    | 2 – 1       | kvalifikacije za Svetovno prvenstvo |
| 10 | 3. marec 2010     | St. Gallen, Švica       | Švica        | 2 – 1    | 3 – 1       | prijateljska tekma                  |
| 11 | 22. junij 2010    | Rustenburg, JAR         | Mehika       | 1 – 0    | 1 – 0       | Svetovno prvenstvo, skupina A       |
| 12 | 26. junij 2010    | Port Elizabeth, JAR     | Južna Koreja | 1 – 0    | 2 – 1       | Svetovno prvenstvo, osmina finala   |
| 13 | 26. junij 2010    | Port Elizabeth, JAR     | Južna Koreja | 2 – 1    | 2 – 1       | Svetovno prvenstvo, osmina finala   |

## Dosežki

### Klubski dosežki
- Nacional

- Primera División:

- 1. mesto: 2005/06

- Ajax

- KNVB pokal:

- Zmagovalci: 2010

### Posamični dosežki
- Najboljši strelec Eredivisie: 2009/10